# Чаганово (Владимирская область)
Чаганово — деревня в Собинском районе Владимирской области России, входит в состав Рождественского сельского поселения.

## География
Деревня расположена на берегу реки Колокша в 5 км на северо-восток от центра поселения села Рождествено и в 29 км на север от райцентра города Собинка.

## История
В конце XIX — начале XX века деревня входила в состав Стопинской волости Владимирского уезда. В 1859 году в деревне числилось 59 дворов, в 1905 году — 95 дворов.
С 1929 года деревня являлась центром Чагановского сельсовета Ставровского района, с 1932 года — в составе Ельтесуновского сельсовета Небыловского района, с 1945 года — в составе Ставровского района, с 1965 года — в составе Рождественского сельсовета, с 1965 года — в составе Собинского района, с 2005 года — в составе Рождественского сельского поселения.

## Население
| 1859 | 1897 | 1905 | 1926 | 2002 | 2010 | 2021 |
| ---- | ---- | ---- | ---- | ---- | ---- | ---- |
| 438  | ↗500 | ↗551 | ↘426 | ↘13  | ↘10  | ↘3   |